# Porté disparu (téléfilm)
Pour les articles homonymes, voir Porté disparu.
Pour plus de détails, voir Fiche technique et Distribution.
Porté disparu est un téléfilm français réalisé par Jacques Richard en 1995.

## Synopsis
Vingt ans après avoir disparu et alors que tout le monde le croit mort, Jacques Sportolano (Georges Claisse) revient chez lui incognito sous le nom de Laurent Dupas. Il retrouve sa famille. Sa femme Hélène (Claude Jade), elle, s'est remariée avec Éric (Jean Barney), un directeur de banque. Sa fille Anne est devenue médecin, son fils Marc, pilote... Tous ont l'air heureux. Pourtant, derrière ce tableau familial idyllique se cache un mystère.
Il y a différentes fins dans ce film dramatique et le public a été autorisé à décider comment il se terminait en votant. 

## Fiche technique
- directeur de la photo : Bernard Déchet
- Musique : Frédéric Porte

## Distribution
- Georges Claisse : Jacques
- Claude Jade : Hélène
- Jean Barney : Éric
- Nicolas Moreau : Marc
- Fabienne Périneau : Anne
- Estelle Skornik : Carola
- Mostéfa Stiti : Mokhtar
- Jean-Paul Muel : Georges